# エコミック
株式会社エコミックは、北海道札幌市に本社を置く給与計算の受託を行う会社。
親会社は人材派遣会社のキャリアバンク。

## 沿革
- 1997年4月 - 札幌市中央区北1条西20丁目2番17号（パワービル）に設立。
- 2002年9月 - 東京カスタマーセンターを東京都新宿区に開設。
- 2003年11月 - 本社を札幌市東区北6条東2丁目3番1号（キムラビル）へ移転。
- 2004年4月 - 賃金コンサルティング部門設立。
- 2004年6月 - キャリアバンクの社長と兼任していた佐藤良雄に替わり、同年2月に管理部部長として入社した熊谷浩二が代表取締役社長に就任。
- 2006年1月 - プライバシーマーク取得。
- 2006年4月4日 - アンビシャス上場。
- 2007年7月 - 大阪カスタマーセンターを大阪府大阪市淀川区に開設。
- 2011年2月 - 本社を札幌市東区北6条東4丁目8番地へ移転。
- 2015年8月 - 本社を札幌市中央区大通西8丁目1-1（朝日生命札幌大通ビル）へ移転。
- 2018年6月 - 監査等委員会設置会社へ移行。
- 2020年4月 - ジャスダック上場。
- 2022年4月 - 市場区分見直しにより、東京証券取引所スタンダードへ移行。株式会社ビズライト・テクノロジーを子会社化

## 参考資料
- 株式会社エコミック コーポレート・ガバナンス報告書(札幌証券取引所 - 閲覧)